# 文化街道 (和龙市)
文化街道，是中华人民共和国吉林省延边朝鲜族自治州和龙市下辖的一个乡镇级行政单位。

## 行政区划
文化街道下辖以下地区：
文兴社区、文学社区、文慧社区和文盛社区。